# Ikazuchi (tàu khu trục Nhật)

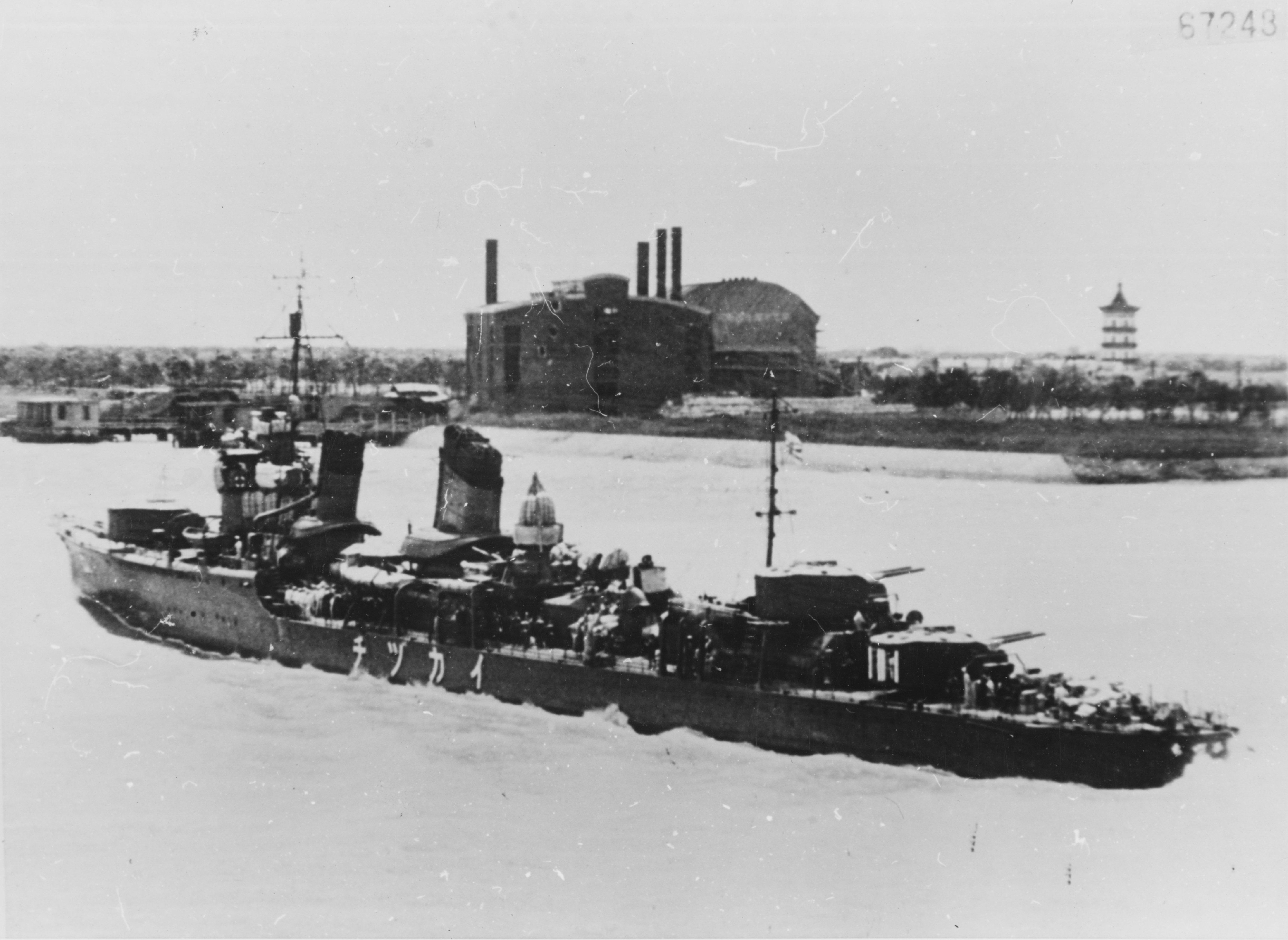
Ikazuchi trên đường đi ngoài khơi Trung Quốc, năm 1938

Ikazuchi (tiếng Nhật: 雷) là một tàu khu trục hạng nhất của Hải quân Đế quốc Nhật Bản, thuộc lớp Fubuki, (cũng là chiếc thứ ba trong lớp Akatsuki nếu như xem đây là một lớp tàu riêng biệt), được chế tạo trong giai đoạn giữa hai cuộc thế chiến. Khi được đưa vào hoạt động, những con tàu này là những tàu khu trục mạnh mẽ nhất thế giới. Chúng phục vụ như những tàu khu trục hàng đầu trong những năm 1930, và tiếp tục là những vũ khí lợi hại trong cuộc Chiến tranh Thái Bình Dương.

## Thiết kế và chế tạo
Việc chế tạo lớp tàu khu trục Fubuki tiên tiến được chấp thuận vào năm tài chính 1923 như một phần của chương trình có tham vọng cung cấp cho Hải quân Đế quốc Nhật Bản một ưu thế về chất lượng so với những tàu chiến hiện đại nhất của thế giới. Khả năng thể hiện của lớp Fubuki là một bước nhảy vọt so với các thiết kế tàu khu trục trước đó, nên chúng được gọi là các "tàu khu trục đặc biệt" (tiếng Nhật: 特型 - Tokugata). Kích thước lớn, động cơ mạnh mẽ, tốc độ cao, bán kính hoạt động lớn và vũ khí trang bị mạnh chưa từng có khiến cho các tàu khu trục này có được hỏa lực tương đương nhiều tàu tuần dương hạng nhẹ của hải quân các nước khác. Lớp phụ Akatsuki là một phiên bản cải tiến của Fubuki, có dáng vẽ bên ngoài hầu như giống nhau, nhưng tích hợp những thay đổi trong hệ thống động lực.
Ikazuchi, được chế tạo tại hãng Uraga Dock Company, là chiếc thứ ba trong loạt tàu cải tiến Kiểu III dựa trên Fubuki, bao gồm kiểu tháp pháo có thể nâng các khẩu pháo chính 127 mm (5 inch)/50 caliber Kiểu 3 lên một góc 75° so với nguyên thủy 40°, cho phép sử dụng chúng như pháo lưỡng dụng có thể chống lại máy bay. Ikazuchi được đặt lườn vào ngày 7 tháng 3 năm 1930. Nó được hạ thủy vào ngày 22 tháng 10 năm 1931 và đưa ra hoạt động vào ngày 15 tháng 8 năm 1932.

## Lịch sử hoạt động
Sau khi hoàn tất, cùng với các tàu khu trục chị em Inazuma, Akatsuki và Hibiki, Ikazuchi được phân về Hải đội Khu trục 6 thuộc Hạm đội 1 Hải quân Đế quốc Nhật Bản và tham gia các hoạt động trong cuộc Chiến tranh Trung-Nhật. Giống như những chiếc cùng kiểu, nó được cải biến vào giữa những năm 1930 nhằm khắc phục những khiếm khuyết trong thiết kế đồng thời để nâng cao đặc tính chiến đấu.
Vào lúc xảy ra cuộc tấn công Trân Châu Cảng, Ikazuchi được phân về Hải đội Khu trục 6 của Đội khu trục 1 thuộc Hạm đội 1 Hải quân Đế quốc Nhật Bản, và đã được bố trí từ Quân khu Hải quân Mako để hỗ trợ cho cuộc chiếm đóng Hong Kong. Sau khi trợ giúp cho tàu tuần dương Isuzu trong việc đánh chìm các pháo hạm Anh HMS Cicada và HMS Robin, nó giúp vào việc bảo vệ cảng Hong Kong. Vào đầu năm 1942, Ikazuchi được bố trí từ Hong Kong đến Davao, hỗ trợ cho các chiến dịch đổ bộ lên Ambon, Makassar và Timor tại Đông Ấn thuộc Hà Lan.
Vào ngày 2 tháng 3 năm 1942, Ikazuchi đã cứu vớt 442 người sống sót từ tàu khu trục Anh HMS Encounter và tàu khu trục Mỹ USS Pope. Những chiếc này bị đánh chìm vào ngày hôm trước trong trận chiến eo biển Sunda cùng với chiếc HMS Exeter trong biển Java giữa Java và Borneo ngoài khơi Surabaya. Những người sống sót đã trôi nổi trong khoảng 20 giờ trên bè, áo phao hoặc bám vào các vật nổi, nhiều người bị ngập trong dầu và không thể nhìn thấy. Trong số những người được cứu có Sir Sam Falle, sau này là một nhà ngoại giao Anh. Quyết định mang tính nhân đạo của Thiếu tá Shunsaku Kudō dù sao cũng đã đặt Ikazuchi trong nguy cơ bị tàu ngầm tấn công, và cũng ảnh hưởng đến khả năng chiến đấu của nó thuần túy bởi số lượng thủy thủ quá lớn được cứu vớt. Hành động trên đây sau này là đề tài của một quyển sách và một chương trình truyền hình vào năm 2007.
Ikazuchi được bố trí từ Quân khu Bảo vệ Ōminato để hỗ trợ cho Lực lượng Phía Bắc của Đô đốc Boshiro Hosogaya chiến đóng Kiska trong Chiến dịch Quần đảo Aleut, đã tuần tra tại vùng biển chung quanh Kiska và Attu trong tháng 6 và tháng 7 năm 1942, và đã kéo chiếc tàu khu trục Kasumi bị hư hại từ Kiska quay trở về Shimushu thuộc quần đảo Kuril. Nó tiếp tục tuần tra vùng biển phía Bắc chung quanh các quần đảo Kuril và Aleut cho đến đầu tháng 8.
Đến tháng 9, Ikazuchi được phân công hộ tống các tàu sân bay mới Zuihō và Unyō đi đến Truk, thực hiện các nhiệm vụ tại quần đảo Solomon và quay trở lại Quân khu Hải quân Kure. Từ tháng 10, Ikazuchi được sử dụng trong nhiều chuyến đi vận chuyển "Tốc hành Tokyo" khắp trong khu vực quần đảo Solomon.
Vào ngày 25 tháng 10 năm 1942, cùng với các tàu khu trục Akatsuki và Shiratsuyu, Ikazuchi thực hiện một cuộc bắn phá ban ngày tại khu vực "eo biển Đáy Sắt" ngoài khơi Guadalcanal, với kết quả đã làm hư hại tàu quét mìn nhanh USS Zane và đánh chìm chiếc tàu kéo hạm đội USS Seminole cùng tàu tuần tra YP-284, trước khi lực lượng Nhật Bản bị đánh đuổi bởi hỏa lực pháo phòng vệ duyên hải của lực lượng Thủy quân Lục chiến Mỹ. Ikazuchi bị hư hại nhẹ do cuộc không kích bắn phá của máy bay Đồng Minh, khiến bốn người thiệt mạng.
Ikazuchi tham gia trận Hải chiến Guadalcanal vào đêm 12-13 tháng 11 năm 1942 trong thành phần một lực lượng bắn phá mạnh mẽ, được xây dựng chung quanh các thiết giáp hạm Hiei và Kirishima. Hoạt động bên sườn phải của các thiết giáp hạm Nhật Bản cùng hai tàu khu trục khác, nó đã đối đầu với các tàu chiến Mỹ, trong đó có tàu tuần dương USS Atlanta, và chịu đựng những phát bắn trúng vào tháp pháo phía trước, khiến nó bị bốc cháy. Trong trận chiến, 21 thủy thủ đã thiệt mạng và 20 người khác bị thương, và nó phải rút lui về Truk để được sửa chữa khẩn cấp.
Sau khi được sửa chữa tại xưởng hải quân Yokosuka từ tháng 12 năm 1942 đến cuối tháng 2 năm 1943, Ikazuchi quay trở lại khu vực Bắc Thái Bình Dương, và đã hiện diện trong Trận chiến quần đảo Komandorski vào ngày 26 tháng 3 nhưng đã không tham gia tác chiến. Đến ngày 30 tháng 3, nó gặp tai nạn va chạm với tàu khu trục Wakaba và chịu hư hại trung bình. Ikazuchi được bố trí về Hải đội Tuần dương 11 của Hạm đội 1 Hải quân Đế quốc Nhật Bản vào ngày 1 tháng 4 năm 1943. Sau khi được sửa chữa tại Yokosuka, nó quay trở lại khu vực Truk, và đảm nhiệm việc hộ tống các đoàn tàu vận tải đi lại giữa Truk và các đảo chính quốc Nhật Bản cho đến giữa tháng 4 năm 1944.
Vào ngày 13 tháng 4 năm 1944, trong khi hộ tống chiếc tàu vận tải Sanyō Maru đi đến Woleai, và dưới quyền chỉ huy của Thiếu tá Hải quân Ikunaga Kunio, Ikazuchi trúng phải ngư lôi phóng từ tàu ngầm Mỹ USS Harder, khi còn cách 370 km (200 hải lý) về phía Đông Nam Guam, ở tọa độ 10°13′B 143°51′Đ / 10,217°B 143,85°Đ. Không có người nào sống sót trong vụ đắm tàu này.
Vào ngày 10 tháng 6 năm 1944, Ikazuchi được cho rút khỏi danh sách Đăng bạ Hải quân.

## Danh sách thuyền trưởng
- Thiếu tá Goro Tezuka (sĩ quan trang bị trưởng): 22 tháng 10 năm 1931 - 15 tháng 8 năm 1932
- Thiếu tá Goro Tezuka: 15 tháng 8 năm 1932 - 1 tháng 11 năm 1934
- Thiếu tá Nam tước Matsuji Ijuin: 1 tháng 11 năm 1934 - 21 tháng 11 năm 1935; thăng Trung tá 15 tháng 11 năm 1934
- Trung tá Saiji Norimitsu: 21 tháng 11 năm 1935 - 1 tháng 12 năm 1936
- Thiếu tá Toshiro Takeuchi: 1 tháng 12 năm 1936 - 1 tháng 12 năm 1937
- Thiếu tá Masao Yamagawa: 1 tháng 12 năm 1937 - 1 tháng 8 năm 1938
- Thiếu tá Kiyoshi Tomura: 1 tháng 8 năm 1938 - 15 tháng 10 năm 1939
- Thiếu tá Tsuneo Orita: 15 tháng 10 năm 1939 - 1 tháng 11 năm 1940; thăng Trung tá 15 tháng 11 năm 1939
- Thiếu tá Shunsaku Kudo: 1 tháng 11 năm 1940 - 13 tháng 8 năm 1942
- Thiếu tá Hagumu Ishii: 13 tháng 8 năm 1942 - 27 tháng 8 năm 1942
- Thiếu tá Saneho Maeda: 27 tháng 8 năm 1942 - 25 tháng 10 năm 1943
- Thiếu tá Kunio Ikunaga: 25 tháng 10 năm 1943 - 13 tháng 4 năm 1944; tử trận, được truy thăng Trung tá